# 阿史那忠
阿史那忠（あしな ちゅう、611年 - 675年5月24日）は、中国の唐の軍人。字は義節。

## 経歴
蘇尼失（阿史那蘇、懐徳元王）の子として生まれた。父に従って早くから唐に仕えた。貞観初年、左屯衛将軍に抜擢され、宗室の娘の定襄県主を妻に迎えた。父が亡くなると、薛国公の爵位を継いだ。637年、長州都督を検校した。639年、阿史那思摩が突厥の可汗に立てられると、阿史那忠は左賢王とされた。塞外に出ると、鬱々として楽しまず、唐の使者が来るたびに、入朝して帝のそばで仕えたいと請願したので、これを許された。
永徽年間、左武衛大将軍に上り、まもなく右驍衛大将軍に転じた。長岑道行軍大総管となり、鉄勒や契丹を攻撃した。668年、青海道行軍大総管となり、弓月や吐蕃に対する防備にあたった。のちに西域道安撫大使・西域道行軍大総管に転じた。
675年、洛陽の尚善里の私邸で世を去り、鎮軍大将軍の位を追贈された。諡を貞といった。昭陵に陪葬された。
ときの人は阿史那忠のことを金日磾にたとえた。

## 伝記資料
- 『新唐書』巻一百一十 列伝第三十五「阿史那忠伝」
- 大唐故右驍衛大将軍贈荊州大都督上柱国薛国公阿史那貞公墓誌之銘